# Karoline Skatvedt
Karoline Bjerke Skatvedt (* 2. April 2000) ist eine ehemalige norwegische Skispringerin.

## Werdegang
Karoline Skatvedt ist die Tochter des ehemaligen Skispringers Ole Andreas Skatvedt. In ihrer Jugend betrieb sie Nordische Kombination.
Sie nahm im März 2016 an zwei Springen des FIS Cup teil und erzielte dabei einen Wettkampfpunkt. Ab dem darauffolgenden September folgten Starts im Skisprung-Continental-Cup, bis Ende 2018 jedoch nur bei Springen in Norwegen. Am 26. Januar 2020 errang die damals 19-Jährige in Rena mit einem achten Rang ihre beste Platzierung in diesem Wettbewerb.
Skatvedt nahm mehrfach an norwegischen Meisterschaften im Skispringen und der Nordischen Kombination sowie an den Sprungwettbewerben bei der Junioren-Weltmeisterschaft 2020 teil.
Am 6. Dezember 2019 versuchte sie sich beim Auftakt in Lillehammer erstmals für den Weltcup zu qualifizieren, scheiterte jedoch. Auch beim Eröffnungswettbewerb des Grand Prix 2021 kam die Norwegerin nicht über die Qualifikation hinaus.
Im März 2022 absolvierte sie bei der Raw Air ihre einzigen beiden Einsätze im Weltcup. Am 9. Mai desselben Jahres gab Skatvedt ihren Rücktritt bekannt.
Sie lebt offen homosexuell.

## Statistik
| Saison  | Platz | Punkte |
| ------- | ----- | ------ |
| 2019/20 | 054.  | 030    |
| 2018/19 | 037.  | 045    |
| 2019/20 | 048.  | 068    |
| 2020/21 | 019.  | 023    |
| 2021/22 | 044.  | 085    |

| Saison  | Platz | Punkte |
| ------- | ----- | ------ |
| 2015/16 | 080.  | 001    |